# Metopidae
Famille
Les Metopidae sont une famille de Ciliés de la classe des Heterotrichea et de l’ordre des Heterotrichida.

## Étymologie
Le nom de la famille vient du genre type Metopus, dérivé du mot métope (du grec ancien μετόπη / métopê, composé de μετά / metá, « entre », et de ὀπή / opê, « trou »), peut-être en référence à la position intermédiaire que Claparède et Lachmann attribuent à cet organisme. En effet ces auteurs commentent ainsi ce genre : 

« Les Metopus offrent une grande analogie avec les Paramecium et sont un des chaînons qui unissent d'une manière intime la famille des Bursariens à celle des Colpodéens. Mais ils s'éloignent des Paramecium par la circonstance que leur fosse buccale est bordée par des cils beaucoup plus vigoureux que ceux du reste de la surface du corps, et ce caractère leur assigne une place dans la famille des Bursariens. Toutefois, nous ne nous dissimulons pas que le genre Metopus, et, jusqu'à un certain point, les genres suivants, ceux des Ophryoglena et des Frontonia, font une tache dans la famille des Bursariens et qu'ils tendent la main à leurs voisins les Colpodéens. Une circonstance qui distingue encore les Metopus des autres Bursariens, c'est que les cils plus vigoureux ne se bornent pas à former une rangée de cirrhes buccaux, mais qu'ils recouvrent toute la partie antérieure de l'animal, en particulier la proéminence que, pour rester en harmonie avec la terminologie habituelle de M. Ehrenberg, nous avons nommée le front. »

## Description
Claparède et Lachmann et décrivent ainsi l'espèce type Metopus sigmoides : 

« Diagnose. Corps aplati recourbé en forme de « S » ; bouche située à peu près vers le milieu de la longueur totale ; vésicule contractile près de l'extrémité.

Metopus sigmoïdes est déprimé et présente exactement la forme d'un « S ». L'inflexion supérieure de l'« S » est formée par le front, au-dessous duquel commence la fosse buccale ou sillon buccal. Ce sillon, large à son origine, traverse obliquement la face ventrale de l'animal en se rétrécissant graduellement et en décrivant une courbe dont la concavité regarde le côté gauche. Le sillon s'arrête non loin du bord droit dans la région médiane, et là se trouve l'orifice buccal qui conduit dans un œsophage fort court.

La cavité digestive répète parfaitement la forme extérieure du corps et pénètre jusque dans le front. Là se trouve constamment un amas de granules fortement réfringents, à signification encore problématique. Ces granules rappellent ceux qu'on trouve fréquemment chez le Paramecium aurelia et chez certaines Nassules. — La position de l'anus ne nous est pas connue. Il est probable qu'elle est terminale.

La vésicule contractile est spacieuse et logée dans la courbe postérieure de l'« S ».

Le nucléus est un corps discoïdal placé au milieu du corps, immédiatement en arrière de la fosse buccale. Il a souvent une apparence granuleuse. »

## Habitat et répartition
Claparède et Lachmann ont « rencontré à plusieurs reprises le Metopus sigmoides dans les étangs des environs de Berlin, où il est cependant loin d'être abondant. ».

## Liste des genres
Selon GBIF (25 octobre 2022) :
- Atopospira Jankowski, 1964
- Bothrostoma Stokes, 1888
- Brachonella Jankowski, 1964
- Eometopus Small & Lynn, 1985
- Metopus Claparède & Lachmann, 1858 - genre type
- Palmarella Jankowski, 1975
- Palmarium Gaievskaia, 1925
- Parametopidium Aescht, 2001
- Parametopus Grolière, de Puytorac & Grain, 1980
- Spirorhynchus da Cunha, 1915
- Tesnospira Jankowski, 1964
- Tropidoatractus Levander, 1894

## Systématique
Le nom valide de ce taxon est Metopidae Kahl, 1927.